# 클로드 퓌엘
클로드 퓌엘(프랑스어: Claude Puel, 1961년 9월 2일 ~ )은 프랑스의 전 축구 선수이자 현 축구 감독이다. 현재 리그 1의 팀인 생테티엔의 감독직을 맡고 있으며, 이 이전에는 모나코, 릴, 리옹, 니스, 사우샘프턴, 레스터 시티, 생테티엔에서 감독 생활을 했다. 선수 시절에는 모나코에서만 뛰었다.

## 선수 경력
고향 구단 카스트르에 9년 간 유소년 생활을 하던 중 1977년 AS 모나코로 이적하여 1979년 같은 팀에서 프로 데뷔를 하였다. 1996년까지 모나코에서만 뛰다가 은퇴했다. 모나코에서 선수 생활을 지낸 기간은 총 17년에 달하며, 1982년과 1988년에는 리그 우승도 경험하였다.

## 감독 경력
현역에서 물러 난 후에도 모나코에 남아 피지컬 트레이너와 2군의 감독을 맡았다. 이후 1999년 1월, 1군의 감독으로 취임하고 첫 시즌에 4위로 마친 후 이듬해 1999-2000 시즌에는 팀을 우승으로 이끌었다. 그러나 다음 시즌은 부진하여 모나코와 계약 연장에 실패하여 유스 시절부터 24년 동안 지내온 팀을 떠나게 되었다.
모나코에서 떠난 후 곧바로 릴의 감독에 취임하였다. 이 곳에서의 첫 시즌을 5위로 마쳤고, 2004-05 시즌은 2위라는 성적을 거두고 챔피언스 리그 출전권을 획득하였다. 진출한 챔피언스 리그에서 클럽 최초로 16강에 진출하는 업적을 달성하였다. 16강에서 맨체스터 유나이티드를 만나 선전했지만 탈락하고 16강에 그쳤다.
2008년부터는 올랭피크 리옹의 감독으로 취임하였다. 그러나 팀을 장악하지 못하고, 리옹은 리그 8연패 달성에 실패하였다. 2009-10 시즌 초반, 카림 벤제마와 주니뉴 페르남부카누와 같은 주력 선수가 빠진 구멍은 컸고 초반부터 팀은 침체에 빠져 전반기를 마쳤다. 그러나 후반기가 되어 서서히 회복, 챔피언스 리그에서 레알 마드리드, 지롱댕 보르도 등 강호를 물리치고 첫 4강 진출에 성공하였다. 리그는 최종 2위로 시즌을 마쳤다. 덕분에 다음 시즌인 2010-11 시즌에도 계속 팀을 맡게 되었다. 지미 브리앙, 요안 구르퀴프 등 공격 쪽의 선수를 영입하여 공격력은 향상 되었으나, 수비진에 관해서는 대부분 보강되지 않아 전력 균형이 마지막까지 해소하지 않고 리그 3위에 그쳤다. 부임 3년 동안 리그 7연패가 끊겼을 뿐 아니라 아니라 리그 우승 한 번 거두지 못하고, 2011년 6월 20일에 경질되었다.
2012-13 시즌부터는 니스의 감독으로 부임하여 2016년까지 팀을 이끌었다.
2016년 6월 30일 프리미어리그 소속 사우샘프턴의 감독으로 취임하였다. 클럽 역사상 38년 만에 풋볼 리그 컵 결승에 진출하기도 했지만 리그는 8위에 그쳤고 시즌 종료 후 6월 14일 경질되었다.
1년 넘게 무직으로 지내던 2017년 10월 25일, 크레이그 셰익스피어의 후임으로 레스터 시티의 감독으로 부임하였다. 하지만, 2019년 2월 27일 성적 부진의 이유로 경질되었다.

## 같이 보기
- 원클럽맨 명단